# Римська комедія
Гумор у візуальній культурі Стародавнього Риму — це важливий елемент античного повсякдення, який проявлявся як у словесній, так і у візуальній формі. Римські жарти, зафіксовані у фресках, карикатурах, графіті, театральних масках, епітафіях і побутових предметах, відображали ставлення до соціальних стосунків, моральних норм, побутових звичаїв і владних інститутів.

## Соціальні теорії гумору
Гумор у Стародавньому Римі поділявся на два основні типи:
- внутрішньогруповий гумор (intragroup humor) — висміював представників власного соціального середовища;
- міжгруповий гумор (intergroup humor) — спрямований на сторонніх.

Цей поділ дозволяв відображати механізми соціальної консолідації або конфлікту. Також у дослідженнях античного гумору застосовується концепція карнавалізму М. Бахтіна, що пояснює тимчасове перевертання ієрархій.

## Жарти у тавернах і приватних будинках
Таверна Сальвія в Помпеях — приклад внутрішньогрупового гумору. Її стінопис складався з чотирьох сцен: любовних пригод, суперечок за вино, бійки через гру в кості. Над персонажами — підписи у стилі коміксів.
Пародійні фрески на фасаді будинку Улулітремула в Помпеях зображували сцени з міфічними засновниками Риму: Енеєм та Ромулом. Ці образи слугували імперській пропаганді Августа. Проте в іншому помпейському будинку знайдено пародію: герої у вигляді мавп.

## Міжгруповий гумор у громадських закладах
Таверна Семи Мудреців в Остії — настінні розписи висміювали еллінських філософів. Їх показано на троноподібних сидіннях, поруч з написами про випорожнення. Наприклад, Солон «погладжує живіт, щоб добре какати». На нижньому регістрі — сцени, де прості люди сидять на латринах і жартують про свої проблеми.

## Карикатури, графіті й еротичні фігурки
Графіті в Помпеях містили численні жарти, серед яких, наприклад: «Я так прихильний до Емілії, що не шкодував жодних виявів прихильності». У громадських лазнях — карикатури на крадіїв рушників і нечепур.
На світильниках та амулетах зображалися фалоси з написами: «Щастя в дім» або «Довгий член — захист від злих духів». Еротичні теракотові фігурки в кумедних позах служили сувенірами та оберегами.

## Театральні маски як засіб гумору
У римському театрі комедійні маски мали гіпертрофовані риси: великі роти, криві носи, виразні обличчя. Вони дозволяли акторам відтворювати стереотипні комічні типажі — хвальків, базік, п’яниць.

## Похоронні епітафії з гумором
Надгробні написи часто містили жартівливі фрази: «Прошу не будити мене — я тільки заснув» або «Я зробив те, що й ви зробите — тому не поспішайте».

## Функції гумору
Візуальний гумор у Римі мав кілька функцій:
- соціальне згуртування — консолідував групу через самоіронію;
- критика влади та еліти — висміював офіційну ідеологію;
- ритуально-оберігова функція — еротичні символи захищали від злих духів;
- регуляція поведінки — написи дисциплінували в термах і тавернах.